# Ashley Mote
Ashley Mote (Londen, 26 januari 1936 – 30 maart 2020) was een Brits lid van het Europees Parlement. In 2004 werd hij verkozen als vertegenwoordiger van de UK Independence Party (UKIP).
Mote was werkzaam in internationale marketing (1972-1990) en schreef verschillende boeken over cricket en politiek, waaronder Vigilance: A Defence of British Liberty (2001) over de Europese Unie en OverCrowded Britain: Our Immigration Crisis Exposed over immigratie (2003).
Net voor het begin van de Europese verkiezingen van juni 2004 kwam naar buiten dat hij terecht moest staan wegens onder meer fraude met huursubsidie. Omdat hij dit niet aan de partij had gemeld, ontnam de UKIP hem een maand later zijn fractielidmaatschap en ging hij verder als onafhankelijk lid van het Europees Parlement. In 2007 zou een rechtbank hem voor de fraude veroordelen tot negen maanden gevangenisstraf, nadat hij tevergeefs een beroep op parlementaire onschendbaarheid had gedaan.
In 2005 besloten Mote, Hans-Peter Martin en Paul van Buitenen (Europa Transparant) een samenwerkingsverband aan te gaan onder de naam Platform for Transparency (PfT), dat zich ten doel stelde transparantie binnen de Europese Unie te bevorderen. Twee jaar later, in 2007, stapte Mote over naar de pas opgerichte ultrarechtse fractie Identiteit, Traditie en Soevereiniteit, waarvan ook Jean-Marie Le Pen en Alessandra Mussolini (kleindochter van dictator Benito Mussolini) lid waren. Deze fractie viel aan het eind van het jaar echter al uit elkaar.
In juli 2015 werd Mote veroordeeld tot vijf jaar gevangenisstraf wegens fraude met onkostenvergoedingen.